# Koen Bucker
Koen Bucker (Zaandam, 18 giugno 1996) è un calciatore olandese, portiere svincolato.

## Carriera
Cresciuto nel settore giovanile dell'AZ Alkmaar, il 31 luglio 2018 viene tesserato dall'Heracles Almelo, con cui firma un biennale con opzione, per sopperire al ritiro dall'attività agonistica di Harm Zeinstra. Il 1º novembre 2020 esordisce con il club bianconero, in occasione della partita di campionato vinta per 4-1 contro l'Utrecht.
Il 20 giugno 2021 rinnova il proprio contratto fino al 2023.

## Statistiche

### Presenze e reti nei club
Statistiche aggiornate al 26 marzo 2022.
| Stagione        | Squadra         | Campionato      | Campionato | Campionato | Coppe nazionali | Coppe nazionali | Coppe nazionali | Coppe continentali | Coppe continentali | Coppe continentali | Altre coppe | Altre coppe | Altre coppe | Totale | Totale | Totale |
| Stagione        | Squadra         | Comp            | Pres       | Reti       | Comp            | Pres            | Reti            | Comp               | Pres               | Reti               | Comp        | Pres        | Reti        | Pres   | Reti   |        |
| --------------- | --------------- | --------------- | ---------- | ---------- | --------------- | --------------- | --------------- | ------------------ | ------------------ | ------------------ | ----------- | ----------- | ----------- | ------ | ------ | ------ |
| 2018-2019       | Heracles Almelo | E               | 0          | 0          | CO              | 0               | 0               | -                  | -                  | -                  | -           | -           | -           | 0      | 0      |        |
| 2019-2020       | Heracles Almelo | E               | 0          | 0          | CO              | 0               | 0               | -                  | -                  | -                  | -           | -           | -           | 0      | 0      |        |
| 2020-2021       | Heracles Almelo | E               | 2          | -4         | CO              | 0               | 0               | -                  | -                  | -                  | -           | -           | -           | 2      | -4     |        |
| 2021-2022       | Heracles Almelo | E               | 14         | -26        | CO              | 2               | -5              | -                  | -                  | -                  | -           | -           | -           | 16     | -31    |        |
| 2022-2023       | Heracles Almelo | ED              | 0          | 0          | CO              | 1               | -2              | -                  | -                  | -                  | -           | -           | -           | 1      | -2     |        |
| Totale carriera | Totale carriera | Totale carriera | 16         | -30        |                 | 3               | -7              |                    | -                  | -                  |             | -           | -           | 19     | -37    |        |

## Palmarès

### Club

#### Competizioni nazionali
- Eerste Divisie: 1

Heracles Almelo: 2022-2023